# Vettio Aquilino
Vettio Aquilino (latino: Vettius Aquilinus; fl. 286) è stato un senatore dell'Impero romano, console posterior del 286.
Potrebbe essere stato il padre o il nonno di Gaio Vettio Aquilino Giovenco, poeta cristiano.